# Parc irlandais de la paix
Pour un article plus général, voir Sites funéraires et mémoriels de la Première Guerre mondiale (Front Ouest).
Le parc irlandais de la paix ou parc de paix de l'île d'Irlande est un lieu mémorial de la Première Guerre mondiale situé à Messines en Région flamande (Belgique). Il honore la mémoire des combattants en provenance d'Irlande, dont ceux d'Irlande du Nord, morts pendant la Première Guerre mondiale. Il est composé notamment d'une tour ronde traditionnelle en Irlande.

## Localisation
Le parc est situé à 9 km au sud d’Ypres, sur la route de la frontière française sur le territoire de la commune de Messines (Mesen en néerlandais). 

## Historique
Le parc fut inauguré le 11 novembre 1998 par la présidente irlandaise Mary McAleese, en présence de la reine Élisabeth II du Royaume-Uni et du roi des Belges Albert II.
Ce mémorial est dédié à tous les Irlandais, quelles que soient leurs appartenances politiques ou religieuses, ayant trouvé la mort pendant la Première Guerre mondiale ou ayant servi 
dans les trois divisions du Corps expéditionnaire britannique d'Irlande : la 36e division (Irlande du Nord), la 10e division (Irlande) et la 16e division (Irlande).
Des Irlandais ou descendants d'Irlandais combattirent également  dans les unités britanniques ou des dominions. Environ 25 % des troupes impériales australiennes descendaient d’Irlandais, catholiques et protestants, qui immigrèrent en Australie au cours du XIXe siècle.

## Caractéristiques
L'élément central du parc est la réplique d'un tour ronde comme il s'en trouve en Irlande notamment dans les lieux où se sont créés les premiers monastères chrétiens. À l'intérieur de la tour, sont exposés des exemplaires de l'ouvrage, Irlande's Memorials records, une série de livres illustrés de dessins de l'artiste Harry Clarke. Dans ces livres sont inscrits les noms d'Irlandais morts pendant la Grande Guerre. 
Sur neuf plaques de pierre disposées le long du chemin qui mène à la tour, à la manière des pierres tombales, sont gravées des citations de soldats irlandais.
Trois bornes sur lesquelles sont gravés le nombre de tués, de blessés et de disparus de chaque division ont été érigées dans le parc.
La tour est dédiée à tous les Irlandais morts pendant la Première Guerre mondiale, mais le parc de la Paix se veut un lieu qui mène vers la réconciliation entre les deux Irlande.
Un parcours relie l'ensemble des cimetières de Messines en suivant l'ancienne ligne de front, à travers champs et aux abords de l'ancien terrain de football de la paix.